# Allium isakulii
Allium isakulii är en amaryllisväxtart som beskrevs av Reinhard M. Fritsch och Furkat Orunbaevich Khassanov. Allium isakulii ingår i släktet lökar, och familjen amaryllisväxter.

## Underarter
Arten delas in i följande underarter:
- A. i. subkopetdagense
- A. i. balkhanicum
- A. i. isakulii